# Defensor Sporting Club (juveniles)
Las secciones formativas del Defensor Sporting Club, se desempeñan en las categorías inferiores organizadas por la Asociación Uruguaya de Fútbol.
El buen trabajo en divisiones juveniles se ve reflejado, por ejemplo, en la cantidad de jugadores que surgieron de Defensor Sporting y que han sido citados a la Selección Uruguaya –en todas sus categorías–, o con pasajes por clubes europeos, por ejemplo: Nicolás Olivera, Gonzalo Sorondo, Martín Cáceres, Diego Pérez, Álvaro González, Maximiliano Pereira, Sebastián Abreu, Martín Silva y Giorgian De Arrascaeta (selección absoluta); Álvaro Navarro, Leandro Cabrera, Tabaré Viudez, Ramón Arias, Adrián Luna, Leonardo Pais, Facundo Castro, Franco Pizzichillo, Carlos Benavídez, Juan Manuel Boselli, Emiliano Gómez, Alan Matturro, Anderson Duarte, Andrés Ferrari, Sebastián Boselli y Matías Abaldo (selecciones juveniles), entre otros.
En abril de 2023 se reveló un estudio que ubicó a Defensor Sporting como el club uruguayo que más participación le da a sus juveniles.
El club fue reconocido como la mejor cantera de Sudamérica y la cuarta mejor del mundo, ya que es de los equipos que más forma juveniles que llegan al profesionalismo en ligas importantes, según un informe de octubre de 2023.
En la actualidad, Defensor Sporting compite en Tercera División y en todas las categorías juveniles, instauradas por la Asociación Uruguaya de Fútbol: Cuarta (sub-19), Quinta (sub-17), sub-16, Sexta (sub-15) y Séptima (sub-14).

## Tercera División
Campeonato Uruguayo (5): 1980, 1985, 2006, 2011, 2012.

## Cuarta División
Campeonato Uruguayo (14): 1943, 1949, 1951, 1999, 2000, 2002, 2003, 2007, 2011, 2012, 2013, 2014, 2018, 2023.

## Quinta División
Campeonato Uruguayo (11): 1991, 1994, 1999, 2001, 2008, 2011, 2012, 2013, 2018, 2019, 2022.

## Sub-16
Campeonato Uruguayo (5): 2008, 2010, 2016, 2019, 2021.

## Sexta División
Campeonato Uruguayo (12): 1976, 1977, 1989, 1990, 1997, 1998, 2006, 2008, 2015, 2016, 2018, 2019.

## Séptima División
Campeonato Uruguayo (8): 1988, 1990, 1993, 1997, 2005, 2011, 2018, 2023.